# Кукмирн
Кукмирн (нем. Kukmirn) — ярмарка в Австрии, в федеральной земле Бургенланд. 
Входит в состав округа Гюссинг.  Население составляет 1940 человек (на 31 декабря 2005 года). Занимает площадь 40,5 км². Официальный код  —  10408.

## Политическая ситуация
Бургомистр коммуны — Франц Хоанцль (АНП) по результатам выборов 2007 года.
Совет представителей коммуны (нем. Gemeinderat) состоит из 21 места.
- АНП занимает 15 мест.
- СДПА занимает 6 мест.